# Thomas Züfle
Thomas Züfle (* 23. Juli 1955; † 16. Juni 2013 zwischen Sulz am Eck und Jettingen), zuletzt wohnhaft in Jettingen, war ein deutscher Polizeibeamter. Von 2011 bis 2013 war er Polizeipräsident am Polizeipräsidium Stuttgart.
Züfle begann seine Laufbahn 1973 bei der Bereitschaftspolizei in Göppingen. Ende der 1970er Jahre arbeitete er im Stuttgarter Polizeipräsidium, danach beim Landeskriminalamt und im Innenministerium Baden-Württembergs sowie als Ausbilder afghanischer Polizisten in Kabul.
Von Januar 2007 bis Mai 2011 leitete er die Polizeidirektion Tübingen. Als Stuttgarter Polizeipräsident trug er Führungsverantwortung für rund 2.600 Mitarbeiter.
Züfle übernahm dieses Amt unter schwierigen Voraussetzungen. Sein Vorgänger Siegfried Stumpf hatte am 30. September 2010 den Polizeieinsatz im Schlossgarten geleitet. Wegen der gewaltsamen Auseinandersetzungen bei diesem Einsatz ging dieser Tag als Schwarzer Donnerstag in die Geschichte des Protests gegen Stuttgart 21 ein. Das Vertrauen von Teilen der Öffentlichkeit in die Polizeiführung war danach zerrüttet. Stumpf trat im April 2011 aus gesundheitlichen Gründen vom Amt des Polizeipräsidenten zurück. Züfle bemühte sich erfolgreich um eine bessere Kommunikation mit den Bürgern und um Deeskalation. Aus dem Schwarzen Donnerstag zog er die Konsequenz, Polizeieinsätze besser vorzubereiten und den Grundsatz der Verhältnismäßigkeit zu wahren. Statt Wasserwerfer einzusetzen und Polizeikessel zu bilden, setzte er auf verstärkte Antikonfliktteams und direkte Ansprache der Demonstranten. Sitzblockierern, die sich von den Beamten wegtragen liegen, ließ er pro angefangene Arbeitsstunde allerdings 40 Euro in Rechnung stellen. Die weiteren Auseinandersetzungen um Stuttgart 21 verliefen gewaltfrei.
Am 16. Juni 2013 kam Thomas Züfle bei einem Verkehrsunfall ums Leben. Nachfolger als Polizeipräsident am Polizeipräsidium Stuttgart wurde Franz Lutz.